# ソウ5
『ソウ5』（SAW V）は、2008年に公開されたアメリカ映画。日本ではR15+指定。

## 概要
猟奇殺人鬼によってトラップの仕掛けられた密室に閉じ込められた5人の男女を主軸に展開するサイコスリラー映画。『ソウ』シリーズの5作目。
監督は2作目からプロダクションデザイナーを務めてきたデヴィッド・ハックルに代わった。
これまでのシリーズ同様、全米のハロウィンシーズンに公開し、3,050万ドルを売り上げ初登場第2位を記録した。これで『ソウ2』から4作続けて初登場での3,000万ドル突破という偉業を成し遂げた。ホラー映画としては異例といえる。
余談ではあるが、『ソウ ザ・ファイナル 3D』までのシリーズを通して唯一、「Game over（ゲームオーバー）」という台詞が登場しない作品でもある。

## ストーリー
ジグソウの仕掛けたトラップから辛くも脱出に成功したストラムは、無傷でゲームから生還してきたホフマン刑事こそがジグソウの後継者ではないかと疑い始める。しかし、上司に捜査から外れて休養を取るよう命令を受けたため、独断の単独捜査を開始する。
ジョン（ジグソウ）の元妻ジルは、彼が生前に弁護士に預けたと言う遺言と遺品の入った精巧な木彫りの箱を警察から渡される。彼女は確認のために箱を開けるが、その中身を見て驚愕の表情を浮かべる。
一方、コンクリートの床の上で犬用首輪を嵌められた5人の男女が目覚めた。密室になった部屋の壁にはV字型の大きな刃がセットされ、「ゲーム」が開始される。

## 登場人物

### 殺人鬼
ジグソウ / ジョン・クレイマー
演 - トビン・ベル、日本語吹替 - 石田太郎
連続殺人犯とされる男。ついに命を落とし、元妻ジルにある遺言と遺品を残す。
マーク・ホフマン
演 - コスタス・マンディロア、日本語吹替 - 仲野裕
ジグソウ事件の担当刑事にしてジグソウの協力者。ジグソウに協力するようになった経緯が明かされる。

### 警察
ピーター・ストラム
演 - スコット・パターソン、日本語吹替 - 石塚運昇
FBI捜査官。序盤でトラップにかかったが生還。
ホフマンをジグソウの後継者と疑い、単独で捜査を始める。
ダン・エリクソン
演 - マーク・ロルストン、日本語吹替 - 佐々木梅治
ストラムの上司。傷を負ったストラムに休養するよう命じる。

### ゲーム参加者
ブリット・Steddison
演 - ジュリー・ベンツ、日本語吹替 - 加藤優子
不動産開発会社副社長。今回のゲーム参加者。
チャールズ・Sanmn
演 - カルロ・ロタ、日本語吹替 - 後藤哲夫
ヘラルド社調査報道部の記者。今回のゲーム参加者。
マリック・スコット
演 - グレッグ・ブリック、日本語吹替 - 三戸崇史
富豪の息子にして麻薬常用者。今回のゲーム参加者。
アシュリー・Kazon
演 - ローラ・ゴードン、日本語吹替 - 石川綾乃
元火災調査員。今回のゲーム参加者。
ルバ・ギブス
演 - ミーガン・グッド、日本語吹替 - 不明
都市計画局職員。今回のゲーム参加者。

### その他の関係者
ジル・タック
演 - ベッツィ・ラッセル、日本語吹替 - 土井美加
ジョンの元妻。ジョンの死後、遺言と遺品を受け取る。
セス・バクスター
演 - ジョリス・ジャースキー、日本語吹替 - 不明
殺人鬼。ホフマンの妹を殺害した人物。ホフマンにジグソウの犯行に見せかけて殺害された。
コルベット・デンロン
演 - ニーヴ・ウィルソン、日本語吹替 - 不明
3作目のゲーム参加者のジェフとリンの娘。監禁されていたが、ホフマンに無事救出される。
パメラ・ジェンキンス
演 - サマンサ・レモール、日本語吹替 - 不明
「煽り屋」の異名を持つジャーナリスト。ホフマンの記者会見に出席する。

## 各国のレイティング
- アメリカ：R（17歳未満保護者同伴必須）
- 日本：R-15（15歳未満禁止）
- イギリス：18
- オーストラリア：MA（15歳未満禁止）
- シンガポール：R21
- アイルランド：16
- カナダ：18A（18歳未満保護者同伴必須）
- ニュージーランド：R18
- 香港：III（18歳未満禁止）

## メディアミックス
- 小説『ソウ5』（著：行川渉、出版：角川書店「角川ホラー文庫」）
- オリジナルサウンドトラック『Saw V』